# Анна Болшова
Анна Леонидовна Болшова (родена на 26 януари 1976 г., Москва, СССР) е руска филмова и театрална актриса. Заслужил гражданин на Москва (2014).

## Биография
Анна Болшова е родена на 26 януари 1976 г. в Москва в семейството на физика Леонид Болшов (роден на 23 юли 1946 г.)) и Наталия Михайловна Болшова (родена през 1946 г.). Баща ѝ по-късно става член на Руската академия на науките, директор на Института по проблемите на безопасността на развитието на атомната енергетика, през 1988 г. е удостоен с Държавната награда на СССР в областта на науката и технологиите, през 1997 г. е награден с Орден за заслуги за участието си в ликвидирането на последствията от аварията в Чернобилската атомна електроцентрала, а през 2006 г. е награден с Орден на честта.
Бабата на Анна Болшова по майчина линия е водеща актриса в провинциалните театри, изпълнявайки трагични роли като Катерина в „Мария Стюарт“ и известно време работи с бащата на Лия Ахеджакова, който е режисьор в Майкоп. Прабаба и по бащина линия е известен педиатър. Дядо и е бил духовник и е пеел в църковен хор.
От детството Анна Болшова се занимава с алпийски ски дисциплини, учи английски, рисува, пее и солфеж.
Когато Анна Болшова е в седми клас, е основан театралният лицей „Арлекин“. Учи там една година. По това време в Руския университет за театрално изкуство е обявено, че се организира прием за експериментален курс към режисьорския факултет. Анна Болшова е приета и учи по единна програма с образователни и специални предмети.
През 1995 г. Анна Болшова завършва Руския държавен университет за театрално изкуство (курс на Борис Голубовски) и е поканена в театъра „Николай Гогол“ в Москва, където играе в „Комедия за Флора Скобелева“ (Варя), „Верната жена“ (Мария Луиз) и други представления.
През 1998 г. Анна Болшова е поканена в театър „Ленком“ да изпълни ролята на Паночка в пиесата „Измама“. След това тя участва в представленията на „Кралските игри“ (Ан Болейн) и „Юнона и Авос“ (Кончита). Играла е още в „Укротяване на опърничавата“ (Мария), „Тартюф“ (Елмира), „Град на милионерите“ (Диана), „Доня Флор“ (Селия) и други представления.
Първото филмово участие на Анна Болшова е в сериала „С ново щастие!“. Тя получава признание, след като изиграва ролята на Наташа в телевизионния сериал „Спиране при поискване“. Играла е главни роли във филми и сериали като „Пазачът“, „Ермолови“, „Моят личен враг“, „Казароза“, „Любовта и страховете на Мария“ и др.
Тя участва в телевизионното шоу „Звезди на лед“ на Канал 1 с фигурист Алексей Тихонов. През 2009 г. участва в телевизионното шоу „Ледена епоха-3“ с Повилас Ванагас. Двойката заема трето място. В края на януари 2014 г. тя печели в първи канал „Повторете!“ конкурс за пародия. От 2014 г. е член на журито на шоуто „Точ-в-точ“.
Според някои медии Анна Болшова е последователка на религиозната организация „Долина на слънцето“. През 2016 г. участва в проекта на НТВ „КиношоУ“.
През 2018 година, по време на Руско-украинската война, участва в представления в окупирания от Русия Крим.